# Monterey Pop
Monterey Pop es un documental de 1968 dirigido por D. A. Pennebaker grabado durante el Monterey Pop Festival de 1967. Entre los operadores de cámara que participaron el la filmación del documental se encontraban Richard Leacock y Albert Maysles. También colaboraron el pintor Brice Marden y Bob Neuwirth, que también había colaborado en el documental de Pennebaker sobre la gira de Bob Dylan ,Dont Look Back. Los gráficos de la película se debieron al ilustrador Tomi Ungerer. Entre las actuaciones que se registraron figuran Big Brother and the Holding Company con Janis Joplin, Jefferson Airplane, Hugh Masekela, Otis Redding, Ravi Shankar, the Mamas & the Papas, the Who y the Jimi Hendrix Experience, cuya actuación se hizo célebre al prender fuego a su guitarra al finalizar la interpretación del tema "Wild Thing".

## Producción
American Broadcasting Company presentó un adelanto de 200.000 dólares para obtener los derechos de emisión de la película. Sin embargo, Monterey Pop nunca llegó a emitirse, una decisión tomada por Thomas W. Moore,  jefe de la ABC en ese momento y, según el productor del documental, Lou Adler, "un caballero sureño muy conservador". "Le mostramos a Jimi Hendrix fornicando con su amplificador y le dijimos: '¿Qué te parece?' "Recuerda Adler. "Y él dijo: 'Guarda el dinero y vete'.
Monterey Pop fue editada en 35mm para su exhibición en salas de cine. El director D. A. Pennebaker registró el sonido en magnetófono de carrete profesional de 8 pistas prestado por los Beach Boys. 
El crítico de rock Robert Christgau consideró Monterey Pop el mejor de los documentales musicales de los años 60 según sus palabras, "La música y sus ... celebrantes son como un secreto maravilloso, maravilloso porque, aunque todos lo saben, todavía ofrece la emoción del descubrimiento. Lanzada en 1968, la visión de Pennebaker del evento de 1967 fue fundamental para convencer a los posibles organizadores y participantes de que la música era la forma más saludable de cristalizar la energía de una contracultura que para entonces parecía bendecida inevitablemente y peligrosamente asediada."

## Intérpretes y canciones
El orden de las canciones en la película fue reorganizado y no corresponde con el orden de las actuaciones en el festival. Muchos de los artistas que participaron el certamen de 1967 no fueron incluidos en el documental. Las canciones interpetadas en el documental son, en orden de aparición:
1. Scott McKenzie—"San Francisco (Be Sure to Wear Flowers in Your Hair)"*
2. The Mamas & the Papas—"Creeque Alley"* and "California Dreamin'"
3. Canned Heat—"Rollin' and Tumblin'"
4. Simon & Garfunkel—"The 59th Street Bridge Song (Feelin' Groovy)"
5. Hugh Masekela—"Bajabula Bonke (The Healing Song)"
6. Jefferson Airplane—"High Flyin' Bird" and "Today"
7. Big Brother and the Holding Company—"Ball 'n' Chain"
8. Eric Burdon & The Animals—"Paint It Black"
9. The Who—"My Generation"
10. Country Joe and the Fish—"Section 43"
11. Otis Redding—"Shake" and "I've Been Loving You Too Long"
12. The Jimi Hendrix Experience—"Wild Thing"
13. The Mamas & the Papas—"Got a Feelin'"
14. Ravi Shankar—"Dhun" ("Dadra and Fast Teental")